# Napięcie psofometryczne
Napięcie psofometryczne – domyślne napięcie zastępcze o częstotliwości 800 lub 1000 Hz, które wywołuje takie samo zakłócenie jak rzeczywiste indukowane napięcie o różnych częstotliwościach. 
Przez wartość napięcia psofometrycznego dokonuje się ocenę oddziaływań zakłóceń w liniach telekomunikacyjnych, powstających w rezultacie sprzężeń elektrycznych z liniami elektroenergetycznymi z bezpośrednio uziemionym punktem neutralnym.